# Ken Annakin
Kenneth Cooper Annakin (Beverley, 10 agosto 1914 – Beverly Hills, 22 aprile 2009) è stato un regista, sceneggiatore e produttore cinematografico britannico.

## Biografia
Studente alla Beverley Grammar School, fece vari mestieri - assicuratore, agente di vendita, pubblicitario, giornalista - prima di approdare al cinema come comparsa. 
Congedato per invalidità dalla Royal Air Force nel 1942, entrò alla Verity Films come assistente operatore, diventando poi operatore, aiuto-regista (di Carol Reed), sceneggiatore e regista di documentari. L'esordio nella regia avvenne con il cortometraggio London 1942, un documentario di pregevole fattura, seguito da altri dieci.
Il primo lungometraggio a soggetto fu Campeggio festivo, che inaugurò una carriera prolifica contrassegnata da una solida routine che lo rese uno dei tipici artigiani del cinema commerciale britannico del secondo dopoguerra. Apprezzato in patria soprattutto per la trilogia (inedita in Italia) incentrata sulla famiglia Huggett - (Ecco gli Huggett 1948), (Votate per Huggett 1949) e (Gli Huggett all'estero 1949) - nel 1952 diresse il film che la critica britannica considera la sua opera migliore, Sangue bianco (1952), con una celebre e spettacolare scena dell'attacco alla piantagione. 
Nel 1948 aveva suscitato consensi il malinconico e curioso Miranda, storia di una sirena che sconvolge una rispettabile famiglia della borghesia britannica. Predilesse però i toni dell'avventura in Robin Hood e i compagni della foresta (1952) o quelli dell'ironia in Tre uomini in barca (1956), sapido adattamento da Jerome K. Jerome. Negli anni sessanta si fece notare con Robinson nell'isola dei corsari (1960), cui seguirono pellicole di grande successo come Il giorno più lungo (1962), kolossal sullo sbarco alleato in Normandia - di cui diresse l'episodio inglese - e soprattutto il frenetico e spassoso dittico farsesco composto da Quei temerari sulle macchine volanti (1965) e Quei temerari sulle loro pazze, scatenate, scalcinate carriole (1969), film prodotti dalla Disney che esibivano un cast di stelle internazionali come Alberto Sordi e Red Skelton per il primo (divertente rievocazione del rally Londra-Parigi agli esordi dell'aviazione), Bourvil, Tony Curtis e Walter Chiari per il secondo. Da citare anche l'imponente dramma bellico La battaglia dei giganti (1965), considerato una delle migliori ricostruzioni delle battaglie della seconda guerra mondiale, e Il lungo duello (1967), con Yul Brynner e Charlotte Rampling.  
Nel 1972 adattò una delle più conosciute opere di Jack London, Il richiamo della foresta, suscitando entusiasmi nella critica che considerò il film migliore della precedente trasposizione di William A. Wellman. Del resto, l'avventura fu uno dei generi in cui eccelse, assieme al film di guerra: qui il regista può dispiegare la sua immaginazione spettacolare e la sua abilità di illustratore. Si possono ancora ricordare l'australiano Il film pirata (1982) e il film incompleto Gengis Khan (1992).
Nella sua carriera (che alternò film narrativi con aderenza e partecipazione a opere dettate da esigenze di cassetta) conquistò quasi sempre vasti consensi, senza riuscire a fare emergere il suo nome dalla lista degli abili mestieranti di media levatura. Ha scritto un'autobiografia intitolata "So You Wanna Be A Director?".
Annakin muore il 22 aprile 2009 a 94 anni a causa di un infarto miocardico e un ictus.

## Filmografia

### Regista
- Atterraggio forzato (Broken Journey) (1947)
- Passioni (Quartet), con Harold French, Arthur Crabtree e Ralph Smart (1948)
- Hotel Sahara (1951)
- Sangue bianco (Planter's Wife) (1952)
- Robin Hood e i compagni della foresta (The Story of Robin Hood and His Merrie Men) (1952)
- La spada e la rosa (The Sword and the Rose) (1953)
- Prigioniero dell'harem (You Know what Sailors Are) (1954)
- La valle dei maori (The Seekers) (1954)
- Febbre bionda (Value for Money) (1955)
- Tre uomini in barca (Three Men in a Boat) (1956)
- Amami... e non giocare (Loser Takes All) (1956)
- Al di là del ponte (Across the Bridge) (1957)
- La valle delle mille colline (Nor the Moon by Night) (1958)
- La sfida del terzo uomo (Third Man on the Mountain) (1959)
- Robinson nell'isola dei corsari (Swiss Family Robinson) (1960)
- Un pezzo grosso (Very Important Person) (1961)
- La furia degli implacabili (The Hellions) (1961)
- Il giorno più lungo (The Longest Day), con Darryl F. Zanuck e Bernhard Wicki (1962)
- La signora sprint (The Fast Lady) (1962)
- Julie, perché non vuoi? (Crooks Anonymous) (1962)
- Doppio gioco a Scotland Yard (Underworld Informers) (1963)
- La battaglia dei giganti (Battle of the Bulge) (1965)
- Quei temerari sulle macchine volanti (Those Magnificent Men in Their Flying Machines or How I Flew from London to Paris in 25 hours 11 minutes) (1965)
- Il lungo duello (The Long Duel) (1968)
- Colpo grosso alla napoletana (The Biggest Bundle of Them All) (1968)
- Quei temerari sulle loro pazze, scatenate, scalcinate carriole (Monte Carlo or Bust) (1969)
- Il richiamo della foresta (The Call of the Wild)) (1972)
- Buona fortuna maggiore Bradbury (Paper Tiger) (1975)
- The Fifth Musketeer (1979)
- Agenzia divorzi (Cheaper to Keep Her) (1980)
- Il film pirata (The Pirate Movie) (1982)
- Le nuove avventure di Pippi Calzelunghe (The New Adventures of Pippi Longstocking) (1988)
- Genghis Khan (1992)